# Полиняевка
Полиня́евка — деревня в составе Голунского сельского поселения Новосильского района Орловской области России.

## Описание
Расположена на высоком правом берегу реки Раковки в 2 км от сельского административного центра села Голунь.
Название получено от фамилии Полиняев.
Упоминается в 10-й (1858 год) ревизской сказке о том, что в Полиняевку были переселены крестьяне Слободчиковы, принадлежавшие Голицыным, которые по прошлой ревизии (1850 год) числились в слободе села Покровское (Голунь).
В 1915 году в деревне насчитывалось 45 крестьянских дворов. Деревня относилась к приходу Покровской церкви села Голунь.

## Население
| 1915 | 2010 |
| ---- | ---- |
| 365  | ↘1   |